# Pizzone
Pizzone är en ort och kommun i provinsen Isernia i regionen Molise i Italien. Kommunen hade 305 invånare (2018).